# Бруде IV
Бруде або Бріде IV (*Brude mac Der Ilei, д/н — 706) — король Піктії у 697—706 роках.

## Життєпис
Був сином Деріле. Йовірно був онуком короля Бруде III, однак існує лише єдине свідчення з цього приводу — вельми незрозумілий уривок з ірландської поеми. За іншою версією його батьком був Даргарт мак Фінгіне з Дал Ріади, а матір'ю — піктська принцеса Деріле (можливо донька Бруде III).
У 697 році організував змову й повалив короля Тарана I. Того ж року підтримав збори світської знаті та духівництва піктів та скоттів в Біррі в лейнстері (Іраіндії), де було прийнято закони невинних або закон Адомнана, абата Іони (Cáin Adomnáin). Ними визначалися покарання за кримінальні злочини стосовно різних верств, гарантувалися безпека й недоторканність непричетним до злочинів родичам злочинців.
На самому початку його панування проти Піктії знову виступила Нортумбрія. Елдфріт, король останньої, відправив війська для відвоювання втрачених земель у 685 році. Втім, Бруде IV у 698 році зумів завдати супротивникам поразки, в битві загинув Бертред, військовик нортумбрійців.
Водночас протягом більшої частини володарювання Бруде IV відбувалися прикордонні конфлікти з королівством Дал Ріада, проте вони не призвели до повноцінної війни. У 701 році втрутився у боротьбу за владу в Дал Ріаді. Помер у 706 році. Владу успадкував його брат Нехтон III.